# فدراسیون بین‌المللی اتومبیل‌رانی
تأسیس کانون‌های اتومبیلرانی از کشور انگلستان آغاز شد. در سال ۱۸۹۷ کانون اتومبیلرانی سلطنتی (RAC) انگلیس تأسیس گردید و به‌دنبال آن در مجارستان (۱۹۰۰)، آمریکا (۱۹۰۲) و نیوزیلند (۱۹۰۳) نیز کانون‌های مشابهی به‌وجود آمدند. با توسعه و گسترش خدمت‌ها و فعالیت‌های کانون‌های اتومبیلرانی در کشورها و ازدیاد و افزایش خودروهای تولیدی و همچنین ایجاد انگیزه سفر با خودرو، پیدایش ایده همکاری مشترک در کشورهای ثالث میان کشورهایی که دارای چنین کانون‌هایی بودند شکل گرفت و به‌دنبال آن فدراسیون بین‌المللی اتومبیل‌رانی (FIA) در سال ۱۹۰۴ میلادی تأسیس شد. این فدراسیون به منظور حفظ و تأمین منافع سازمان‌های اتومبیلرانی و استفاده‌کنندگان وسایل نقلیه موتوری فعالیت‌های خود را آغاز کرد. همچنین این سازمان، بدنه حاکم بر ورزش اتومبیلرانی در سراسر دنیا شناخته می‌شود. فدراسیون بین‌المللی اتومبیلرانی (فیا) سازمانی غیرانتفاعی است که ۱۶۹ سازمان اتومبیلرانی را از ۱۲۰ کشور در ۵ قاره گرد هم آورده‌است. کانون‌های عضو نماینده بیش از ۱۰۰ میلیون اتومبیلران و خانواده آنان می‌باشند که این موضوع مایه افتخار فیا محسوب می‌شود.
فدراسیون بین‌المللی اتومبیلرانی مسائلی نظیر ایمنی، جابجایی، محیط زیست و قوانین مصرف‌کنندگان را فعالانه ارتقاء داده و از منافع اتومبیلرانان در سازمان ملل، اتحادیه اروپا و سایر سازمان‌های بین‌المللی حمایت می‌کند.

## ساختار سازمانی
مدیریت فیا تحت نظارت اعضا هیئت رئیسه از پیش تعیین شده قرار دارد که همه این افراد داوطلبانی از کلوپ فیا هستند. اسامی اعضای هیئت رئیسه به شرح زیر است:
- نیکلاس کراو، رئیس ورزش
- گراهام استوک، قائم مقام رئیس ورزش
- برایان گیبونس، قائم مقام رئیس جابجایی
- مجمع عمومی

هر ساله مجمع عمومی با حضور تمامی اعضای کلوپ فیا و به منظور برنامه‌ریزی دربارهٔ دوره‌های آتی فدراسیون برگزار می‌شود. مجمع عمومی از تشکیلات اصلی برای سیاست‌گذاری در حیطه کاری فیا به‌شمار می‌آید. این مجمع از سوی رئیس کل رهبری شده و متشکل از کلوپ‌های اتومبیلرانی و مراجع ورزشی بین‌المللی می‌باشد. فهرست کارهایی که باید در جلسه به آن‌ها رسیدگی شود شامل مواردی است که توسط دو کانون فیا، سنا و کمیته‌های گروه‌ها صورت جلسه می‌شود.

### سنا
سنا عهده‌دار مدیریت و حسابرسی‌های مالی فدراسیون است که ۱۰ نفر اعضای آن را تشکیل می‌دهند. این افراد عبارتند از: رئیس سنا، رئیس، مسوولان قبلی او و نایب رئیس‌ها. مابقی عضویت‌ها به منظور نمایندگی هر دو بازوی فیا تشکیل می‌شود. سنا با مسائلی مربوط به سیاست‌های کلی و مدیریتی فیا سر و کار دارد که امکان پیگیری آن‌ها توسط کانون‌های جهانی یا کمیته وجود ندارد. همچنین سنا، تحت ابلاغیه کمیته ممیزی، مسوولیت بستن حساب‌ها، آماده کردن بودجه‌های کانون‌های جهانی و نگهداری از بودجه‌های جمع‌آوری شده را نیز بر عهده دارد. همچنین این بخش از فیا، مسوول مسائل بازرگانی که مورد توجه فدراسیون بین‌المللی اتومبیلرانی باشد نیز هست. به خاطر نقش حیاتی و بسیار مهم سنا، زمانی‌که فیا فاقد رئیس است، رئیس سنا با حمایت از طرف نایب رئیس می‌تواند جانشین او شده و یک مجمع عمومی فوق‌العاده برای انتخاب رئیس جدید تشکیل دهد.

## شورای جهانی ورزش‌های موتوری
شورای جهانی ورزش‌های موتوری (WMSC) مسوولیت تمامی کارهای مربوط به ورزش اتومبیلرانی بین‌المللی را بر عهده دارد.WMSC متشکل از رئیس فیا، معاون رئیس ورزش، ۷ نایب رئیس، ۱۴ عضو تشریفاتی و ۴ عضو قانونی است. همه اعضای این کانون به جز رئیس فیا و اعضا باید نماینده ورزش ملی (ASN) با حداقل یک بار حضور در تقویم وزش بین‌المللی و از ملیت‌های مختلف باشند.

## مقررات فیا و قانونگذاری‌های بین‌المللی

### هیئت داوری بین‌المللی
مجمع عمومی سال ۲۰۱۰ فیا، سیستم قضائی جدیدی را به کار گماشت که شامل هیئت داوری بین‌المللی (IT) می‌باشد. این هیئت اساسنامه‌های انضباطی فیا را اعمال می‌کند.

### دادگاه بین‌المللی داوری
دادگاه بین‌المللی داوری آخرین هیئت داوری قضاوت در ورزش اتومبیلرانی بین‌المللی بوده و زیر نظر مصوبه‌ها و آئین‌نامه ورزشی بین‌المللی فیا تعیین می‌شود. مشاجره‌هایی که قبل از تشکیل دادگاه بین‌المللی داوری توسط هر یک از مراجع جهانی ورزش ملی اتومبیلرانی یا توسط رئیس پیش آمده را حل و فصل می‌کند. همچنین به بحث‌ها و گفتمان‌های غیر ورزشی که از سوی سازمان‌های اتومبیلرانی ملی (که به فیا پیوسته‌اند) مطرح شود، رسیدگی می‌کند.

### کمیسیون‌های ورزشی
کمیسیون‌های ورزشی خاص و گروه‌های تحقیقاتی، WMSC را همراهی می‌کنند. هر ساله رئیس و اعضای کمیسیون‌ها بر اساس برنامه‌های WMSC انتخاب می‌شوند و کمیسیون‌های مختلف از اعضای فیا و در جایی که مناسب باشد، نماینده‌هایی از تولیدکنندگان، مسابقه‌های دوره‌ای و … شکل می‌گیرند. کمیسیون‌ها اغلب مسابقه‌های قهرمانی فیا را، با هدف توسعه پیشنهادهای قانونگذاری در هر نوبت، منعکس می‌کنند.

### کمیسیون‌های تحرک
کمیسیون‌های جابجایی شامل دو کمیسیون به نام‌های سیاست‌گذاری جابجایی فیا (MPC) و خدمات تحرکی فیا است کهMPC به موضوع‌های پیرامون فیا و کلوپ کار در حیطه تنظیم سیاست‌ها، وکالت‌ها، انتخاب‌ها و اعمال نفوذها و MSC به مسائلی پیرامون پیشنهادها فیا و کلوپ در حیطه خدمت‌ها یا تولیداتشان برای اعضا و مصرف‌کننده‌ها می‌پردازد.
اعضای در حال انجام وظیفه در این دو کمیسیون جدید هم شامل کلوپ‌های توسعه یافته و هم در حال توسعه می‌باشد.

### کمیته انضباطی
به منظور حفاظت از اتحاد و شهرت ورزش اتومبیلرانی و جابجایی اتومبیلرانی و جهانگردی جهانی، مجمع عمومی ۲۰۱۲ یک نظام‌نامه انضباطی تنظیم کرد و کمیته انضباطی را در فیا بنیان نهاد.

## فدراسیون فیا
فدراسیون فیا یک انجمن مستقل به ثبت رسیده در انگلستان است که به فعالیت‌هایی نظیر ارتقای ایمنی، جابجایی و پویایی، حفظ و تأمین منافع وسایط نقلیه اتومبیلرانی می‌پردازد. این اتحادیه در سال ۲۰۰۱، با حمایت مالی ۳۰۰ میلیون یورویی فدراسیون بین‌المللی اتومبیلرانی، فدراسیون غیرانتفاعی سازمان‌های اتومبیلرانی و هیئت ناظر بر ورزش جهانی اتومبیلرانی تأسیس شد. پس از ده سال کار، یعنی در سال ۲۰۱۱، اتحادیه، استراتژی کاملی را ارائه کرد. اعضای هیئت، روند جهانی عملکرد کاری اتحادیه، تأثیر فعالیت‌های کمک مالی و اداره مؤسسه خیریه که برای دهه بعدی مناسب خواهد بود را مورد بررسی قرار دادند. به دنبال این استراتژی، اتحادیه فدراسیون فیا، سیستم نظارتی خود را بروزرسانی کرده و برخی تغییرها اساسی را در برنامه‌های کمک‌های مالی اتخاذ کرده‌است.
همچنین اتحادیه، پایگاه مشاوره‌ای با کنسول اجتماعی و اقتصادی ایالات متحده UN داشته و در هیئت‌های کاری وابسته به محیط و امنیت جاده‌ای شرکت کرده و عضو همکار در امنیت جاده‌های جهانی UN می‌باشد.
علاوه بر این اتحادیه فدراسیون فیا، دبیرخانه‌ای را برای همکاری در ساخت جاده امن، کمیسیون مستقل امنیت جاده جهانی و ابتکار عمل اقتصادی در سوخت جهانی بنا می‌کند. اتحادیه یاد شده عضو همکاری در سوخت خودروهای تمیز و پاک نیز هست.

## مؤسسه فیا
مؤسسه فیا یک سازمان غیرانتفاعی است که زمینه امنیت و تداوم ورزش اتومبیلرانی را فراهم کرده و توسعه می‌دهد و در کنار آن، پروژه‌هایی را مورد پیگیری قرار می‌دهد که توسعه سریع تکنولوژی‌های جدید و توسعه یافته را حمایت می‌کند. همچنین این مؤسسه استانداردهای بالای آموزشی و تعلیماتی را ارتقاء می‌بخشند و مسایل امنیتی را بسیار مهم تلقی می‌کند.
مؤسسه یاد شده، اکتبر سال ۲۰۰۴ توسط فیا و فدراسیون فیا راه‌اندازی شده و بودجه‌ای سالانه از سوی اتحادیه فیا برای انجام فعالیت‌هایش دریافت می‌کند. با این حمایت، مؤسسه ملزم به توسعه امنیت و تداوم ورزش اتومبیلرانی در تمامی سطوح و در سراسر جهان می‌باشد.
در سال ۲۰۰۷، فیا بودجه توسعه امنیتی ورزش اتومبیلرانی را راه‌اندازی کرد که در طول ۵ سال ۶۰ میلیون یورو برای منافع ورزش اتومبیلرانی در جهان اختصاص داده‌است.
مؤسسه فیا مسوول توسعه کارهای مربوط به بودجه توسعه امنیت ورزش اتومبیلرانی نیز هست. اهداف مؤسسه فیا ارتقای پیشرفت‌های امنیتی و تداوم ورزش اتومبیلرانی است. ۱. تحقیق‌های بیشتر، تجزیه و تحلیل داده‌های به دست آمده و نتیجه‌گیری از آنها، به بهترین شکل ممکن، دربارهٔ بهترین روش‌های امنیتی و محیط زیستی، عملکردها و استراتژی‌هایی که می‌توانند در موارد ذکر شده در پایین در اتومبیلرانی به کار برده شوند:
1. تجهیزات رانندگان
2. تکنولوژی اختصاص داده شده برای خودروها
3. کنترل و نظارت صدور
4. طرح حوزه‌های گشت، ناظر حفاظتی و مدیریت زیر ساختاری
5. توانمندی‌های بهداشتی و امنیتی
6. کنترل مسابقه
7. ذخیره و بهینه‌سازی سوخت
8. حفاظت از محیط زیست
9. حمایت‌های آموزشی مقامات، پرسنل‌های مسابقاتی و حوزه‌های گشتی در زمینه پروسه‌های محیطی و امنیتی، تمرین‌ها و استفاده از تجهیزات
10. حمایت از آموزش محیطی، آگاهی و حمایت از شرکت‌کنندگان، مقامات و اعضای مسابقات اتومبیلرانی بین‌المللی
11. بررسی روند اتومبیلرانی به منظور مشخص کردن اولویت‌های قانونگذاری و تحقیقاتی

این مؤسسه فعالیت‌های امنیتی غیر نظارتی مثل تحقیق، آموزش و کنترل بهداشتی را مدیریت می‌کند و مسوول گروه‌های تحقیقاتی فیا وابسته به امنیت و تداوم موجود می‌باشد. مؤسسه فیا گزارش‌هایی به کمیسیون‌های امنیتی و تداوم محیطی مسابقات اتومبیلرانی فیا ارائه می‌دهد و قادر است به درخواست‌های تحقیقاتی و دیگر فعالیت‌های مورد بررسی برای کنسول جهانی فیا پاسخ دهد.
تحقیقات و بررسی‌های منعکس شده توسط مؤسسه فیا به‌طور مستقیم به فعالیت‌های مربوط به امنیت و تداوم کمک می‌کند. اما مؤسسه در تمامی تصمیم‌گیری‌ها در مورد قانونگذاری و پلاک‌گذاری دخیل نخواهد بود؛ بلکه این‌ها مسوولیت جامع کنسول جهانی فیا و کمیسیون‌های مخصوص آن باقی خواهد ماند.

## عضویت ایران
فعالیت‌های اتومبیلرانی کشور ایران از ۱۱ اکتبر ۱۹۰۹ آغاز گردید و ایران در ۲۴ آوریل ۱۹۲۶ با امضاء اصلاحیه قرارداد بین‌المللی پاریس و تصویب آن در ۳۰ ژوئن ۱۹۲۶ به عضویت FIA درآمد. در حال حاضر کانون جهانگردی و اتومبیلرانی جمهوری اسلامی ایران عضو و نماینده ایران در این فدراسیون می‌باشد.

## دربارهٔ منطقه یک فیا
فیا در سال ۱۹۰۴ تأسیس شده و سازمان‌های اتومبیلرانی ملی از ۱۳۲ کشور را گرد هم جمع کرده‌است و به عنوان هیئت مدیره ورزش اتومبیلرانی جهان شناخته می‌شود.
دفتر منطقه یک فیا در بروکسل بوده و ارگان مصرفی محسوب می‌شود که نماینده ۱۰۶ باشگاه اتومبیلرانی و ۳۸ میلیون نفر اعضاء آن از سراسر اروپا، خاورمیانه و آفریقا است.
اهداف دفتر منطقه یک فیا عبارتند از:
- نمایندگی مقتدر برای موضوع‌ها مورد علاقه اعضاء باشگاه‌های اروپایی در قبال مؤسسه‌ها کشورهای عضو اتحادیه اروپا.
- فراهم کردن زمینه ارتباطاتی و حمایت از تبادل تجربه‌های مفید و سودمند بین ۱۰۶ باشگاه عضو در سراسر اروپا، آفریقا و خاورمیانه.
- پرداختن به فعالیت‌های جدید به همراه باشگاه‌های اتومبیلرانی در کل منطقه مانند عملکرد فیا در فعالیت‌های امنیت جاده‌ای

## اداره منطقه یک فیا

### اداره شورای اروپایی فیا
اقدامات اداره اروپایی که توسط باشگاه‌ها هدایت می‌شود شامل نظارت بر کار موسسات کشورهای عضو اتحادیه اروپا، توسعه برنامه‌های مشترک به منظور پیشرفت کار باشگاه‌ها و اطمینان حاصل کردن از اینکه پیام آن‌ها به گوش بروکسل و استانزبرگ می‌رسد می‌باشد. علاوه بر این، در شماری از برنامه‌ها و پروژه‌ها، مثلEuroTest که علاقه‌مندی‌ها و اهداف اعضا را افزایش می‌دهند، شرکت می‌کنند.

### باشگاه‌های اتومبیلرانی و گردشگری هیئت آفریقایی(CATC)
CATC در اوایل ۲۰۰۸ رسماً به عنوان زیرمجموعه منطقه یک فیا معرفی شده‌است. این هیئت آفریقایی تلاش می‌کند تا شماری از خدمات را برای گردشگران موتورسواری در مناطق آفریقایی فراهم کند.

### شورای عرب باشگاه‌های اتومبیلرانی و گردشگری (ACTAC)
ACTAC در اوایل سال ۲۰۰۹ زیرمجموعه منطقه یک فیا شد. هدف آن متحد کردن کشورهای عرب زبان برای سازمان دادن هر چه بهتر آینده موتورسواری جهان عرب می‌باشد.

### رئیس
تری ویل مارک به عنوان رئیس جدید منطقه یک فیا در ۱۵ می ۲۰۱۳ انتخاب شد. او که مدیرعامل باشگاه گردشگری بلژیک (TCB) است، ملیت بلژیکی نیز دارد.
انتخاب رئیس جدید در نشست بهارانه وین که از ۱۳ تا ۱۷ می ۲۰۱۳ برگزار شد، در مجمع و با حضور تمامی اعضاء انجام شده‌است.
این رئیس از سوی مجمعی با حضور تمامی اعضاء، برای یک دوره چهار ساله انتخاب شده‌است. رئیس فیا مدیر سابق مجمع عمومی و رئیس شورای مدیریت است.
تری ویل مارک، مدیرعامل باشگاه گردشگری بلژیک قبل از اینکه مدیر عامل اروپا و استراتژی بازاریابی اروپایی در این بخش شود، کار خود را با صنعت نفت آغاز کرد. در سال ۲۰۰۱ به باشگاه گردشگری بلژیک پیوست و به شایستگی موفق شد باشگاه را به یک کمپانی مستقل و بدون هیچ گونه بدهی به دیگران تبدیل کند.

### مدیر کل
جکوب بنگزگارد، به عنوان مدیر کل منطقه یک فیا در ۱۵ نوامبر ۲۰۱۰ انتخاب شد. او مسئول فعالیت‌های جابجایی فیا در اروپا، خاورمیانه و آفریقا است و از ۱۰۶ باشگاه اتومبیلرانی در منطقه‌ای در اداره مرکزی بروکسل، بلژیک حمایت می‌کند.
بنگزگارد، دانمارکی بوده و زمینه دانشگاهی در رشته اقتصاد بین‌الملل را دارد و ۱۹ سال تجربه کاری در زمینه حمل و نقل و جابجایی بروکسل و مسائل خودرویی در کارنامه‌اش وجود دارد.
او قبلاً، به عنوان مدیر روابط بین‌الملل در اتحادیه فیا، مسئول توسعه حمایت و فعالیت‌های جهانی برای تکنولوژی‌های ایمنی خودروها بوده‌است.
قبل از این برای ERTICO-ITS اروپا کار می‌کرده‌است، جایی که مسئول حمایت از به‌کارگیری سیستم‌های جابجایی هوشمند در بازارهایی همچون چین، هند، روسیه و برزیل بوده‌است.
پیش از این کار نیز نماینده سیستم‌های جابجایی هوشمند و کارهای خدماتی برای مقام محلی، مشاور جابجایی بوده و به مدت دو سال در کمیسیون اروپایی مدیریت جابجایی کار کرده‌است.

### دستورها و گزارش‌ها منطقه یک فیا دربارهٔ میزان انتشار گاز دی‌اکسید کربن
ما از پیشنهادها کمیسیون اروپایی برای کم کردن خروج گاز دی‌اکسید کربن به میانگین ۹۵ گرم در ازای هر کیلومتر مسافت طی شده توسط اتومبیل‌ها و ۱۴۷ گرم در هر کیلومتر مسیر طی شده توسط ون‌ها در سال ۲۰۰۲ که باعث کمتر شدن هزینه‌ها و کارایی بیشتر خواهد شد استقبال می‌کنیم. اما، باید بیشتر تلاش کرد تا مطمئن شویم مزیت‌هایی که از سوی پیشنهادها ارائه می‌شود برای محیط زیست و مصرف‌کننده‌ها مفید باشند.

### دستورها و گزارش‌های منطقه یک فیا دربارهٔ حقوق مسافران هوایی
درمورد حقوق مسافران پروازی، مقرراتی از سال ۲۰۰۵ وجود دارد که بر حقوق مسافران در هنگام تأخیر، کنسل کردن پرواز و رزرو جا نظارت می‌کند. نظارت برحقوق مسافران ضروری می‌باشد و باید قوانین زیر را شامل شود:
- عدم پرداخت تغییرات صورت گرفته در هزینه‌ها به خاطر اشتباه‌ها رخ داده در هنگام رزرو پرواز، زمانی‌که اشتباه فاحش است (برای مثال اشتباه آوایی در نوشتن اسامی)
- تعریف محدود «شرایط فوق‌العاده»، که شامل مشکلاتی است که از سوی کارمندان سازمان هوایی صورت می‌پذیرد. (برای مثال اعتصاب‌ها)
- افزایش شفافیت و قوانین جدید محدودکننده عملکردهای جدید، مثل کار مزد اضافی در رزرو پرواز به جای پرداخت از طریق کردیت کارت یا حق‌الزحمه چمدان‌ها
- پیشنهاد تغییر مسیر با در نظر گرفتن تمامی انتخاب‌های جایگزین، نه فقط آن‌هایی که توسط خطوط پروازی پیشنهاد می‌شود.
- توسعه سیستم‌های مؤثر حل و فصل اختلاف نظر پیشنهادی برای اروپا
- حمایت کافی از مصرف‌کنندگان در صورت ناتوانی شرکت هواپیمایی از پرداخت دیون از طریق ضمانت مالی هواپیمایی
- فعالیت‌های ارتباطاتی در خصوص مصرف‌کنندگان خاص

### دستورها و گزارش‌ها منطقه یک فیا دربارهٔ سومین بخشنامه مجوز رانندگی اتحادیه اروپا
مقررات سومین بخشنامه مجوز رانندگی اتحادیه اروپا در ۱۹ ژانویه ۲۰۱۳ به آجر گذاشته شد. هدف این بخشنامه، افزایش هماهنگی بین سیستم‌های مجوز دهی به رانندگان سراسر اتحادیه اروپا است. از سال ۲۰۱۳ نام‌نویسی‌ها، مدت اعتبار و نوع مجوزها مطابق با استاندارد و قانون شده‌اند.
برآورد می‌شود ۶۰ درصد جمعیت اتحادیه اروپا، در حدود ۳۰۰ میلیون نفر، صاحب مجوز دارای اعتبار هستند. برطبق اتحادیه اروپایی، قوانین جدید مشخص شده در این بخشنامه باید امکان کلاهبرداری را کم کرده، آزادی تردد رانندگان اتحادیه اروپا را ضمانت کند و امنیت را در جاده‌های اروپا افزایش دهد.

### تغییرات اساسی
- مقرارت ضد کلاهبرداری
- استفاده از مجوزهای کارت پلاستیکی از سال ۲۰۱۳
- اعتبار قانونی اجرایی محدود
- هماهنگ سازی‌های بیشتر خودروهای مختلف
- موتور گازی‌ها: AM
- موتورسیکلت‌ها: A، 2A, A1
- دسته‌بندی‌های BE و B
- دسته‌بندی‌های D1E, D1، C1E,C1
- تقویت دسترسی رو به رشد در دسته‌بندی‌های بزرگتر (سن و ابعاد).
- چکاب اجباری بهداشت و سلامت جسمی در مواقع صدور مجوز مجدد پایه۲ (اتوبوس یا کامیون)
- در نظر گرفتن حداقل استانداردها در امتحان‌های رانندگی.

### دستورها و گزارش‌های منطقه یک فیا دربارهٔ پل‌های ارتباطی آزاد مثل تلفن اضطراری
ما از معارفه اجباری در به اجرا گذاشتن تلفن اضطراری در پهنای اروپا، بدون اعمال هزینه اضافی برای مصرف‌کننده، حمایت می‌کنیم، چون این تکنولوژی کم هزینه جان هزاران نفر را در جاده‌های اروپایی نجات می‌دهد. علاوه برهمکاری و کمک در توسعه امنیت جاده‌ای، معرفی تکنولوژی TELEMATIC در خودرو، منافع و مزیت‌هایی را برای مصرف‌کنندگان وسائل نقلیه موتوری و جابجاکننده در پی خواهد داشت. برای دادن حق انتخاب به مصرف‌کنندگان و افزایش رقابتی سالم در سرویس دهی بعد از فروش، لازم است موارد پایین مد نظر قرار گرفته شوند:
- قرار دادن چارچوبی برای توسعه خدمات مازاد به منظور ارتقای مزایای اجبار در نصب OEM در وسایل مکالماتی درون خودرو برای مصرف کنند گان
- استاندارد کردن واسطه‌های ارتباطی در خدمات مکالماتی درون خودرو به منظور حمایت از آزادی در انتخاب سرویس دهندگان و سرویس‌ها به منظور تضمین کیفیت بالا و دستیابی بدون اعمال تبعیض
- ضمانت دسترسی مجانی به سیستم‌های تشخیص خودروهای آماده مسافرگیری برای اپراتورهای مستقل با در نظر گرفتن اولویت‌های مد نظر از سوی مصرف‌کننده.
- اطمینان حاصل کردن از کنترل پذیری صحیح داده‌های مربوط به خودرو و اطلاعات شخصی با توجه به قوانین محافظتی اتحادیه اروپا

## لیستی از اعضا باشگاه‌های منطقه یک فیا و سازمان‌ها

### باشگاه‌های منطقه یک فیا-اروپا
آلبانی، آندورا، ارمنستان، استرالیا، بوسنی و هرزگوین، بلغارستان، کرواسی، دانمارک، استونی، فنلاند، فرانسه، آلمان، یونان، ایسلند، ایرلند، ایتالیا، لیتوانی، لوکزامبورگ، نروژ، هلند، پرتغال، رومانی، روسیه، سیبری، اسلوواکی، روسیه، صربستان، اسپانیا، سوییس، ترکیه، اکراین، جمهوری چک، قبرس، گرجستان، مجارستان، لتونی، مالت، موناکو، مولداوی، اسلوونی، سوئد و بریتانیا

### باشگاه‌های منطقه یک فیا-ACTA
کنیا، آفریقای جنوبی، تانزانیا، زیمبابوه، اوگاندا، نامیبیا، موزامبیک

### باشگاه‌های منطقه یک فیا-ACTAC
بحرین، الجزیره، مصر، عراق، کویت، لبنان، لیبی، عمان، فلسطین، قطر، عربستان سعودی، سودان، سوریه، امارات متحده عربی، یمن، مراکش، تونس

## پروژه‌ها و فعالیت‌ها
- ارتقای سیستم‌های خودروی هوشمند برای جابجایی کارآمد
- (Support iMobility) حمایت از سیستم هوشمند جابجایی،
- پروژه متپکس، سیستم جامع برآورد تجربه مسافرت
- هیرو ((HeERO)، آماده کردن مکان‌های آزمایشی به منظور به‌کارگیری Ecall (تلفن اضطراری) در سال ۲۰۱۵
- خودروهای الکتریکی (EV)
- افزایش امنیت در جاده‌ها و کارایی انرژی
- طرح پیشنهادی اکووال متناسب با نیازهای ملی و دولتمردان اتحادیه اروپا برای کاهش گازهای گلخانه‌ای و تصادفات جاده‌ای
- تست‌های عملیاتی میدانی (FOT)
- UDRIVE اولین مطالعه رانندگی، موافق با اصول محیط طبیعی اروپا

## فعالیت‌ها
- عملکرد فیا برای ایمنی جاده یک فعالیت جهانی است و بر روی منابع سازمان تمرکز می‌کند تا به اعضای سازمان‌هایش در اقصی نقاط جهان برای داشتن جاده‌های امن‌تر، خودروها و عملکردهای بهتر کمک کند.
- Esafetyaware (آگاهی امنیت الکترونیک)
- کارت پارک مدل اتحادیه اروپا - Blue Badge (پلاک آبی رنگ)- برای افراد معلول سراسر اتحادیه اروپا و EEA رواج یافته‌است.
- قانون حق تعمیرات (R2RC) یک پایگاه اطلاعاتی گسترده اروپایی است که بر روی انتخاب مصرف‌کننده و رقابت مؤثر بعد از فروش تمرکز می‌کند.

## برنامه‌های تست مصرف‌کننده
- از سال ۲۰۰۰، Euro Test، ۱۸ باشگاه اتومبیلرانی در۱۷ کشور، عضو فیا، کیفیت و امنیت جابجایی در اروپا را برای سوددهی به اعضایش و تمامی مصرف‌کنندگان وسایل نقلیه در اروپا مورد بررسی قرارداده است. شرکای حاضر در Euro Test همواره خواستار اروپایی هستند که استفاده‌کنندگان از سیستم حمل و نقل بتوانند آزادانه از زیرساخت‌های دارای کیفیت و امن استفاده کنند.
- شرکای علاقه‌مند به Euro Test، ائتلاف EuroTAP (برنامه ارزیابی مسیر اروپا) را تحت همکاری اداره بروکسل فیا به منظور تمرکز بیشتر برای توسعه امنیت فاصله‌ای تشکیل دادند.
- NCAP Euro برای مصرف‌کنندگان موتور - هم رانندگان و هم صنعت اتومبیلرانی – یک سیستم ارزیابی مستقل و واقعی دربارهٔ عملکرد ایمنی برخی از پرفروش‌ترین خودروها در اروپا فراهم می‌کند.
- فیا، با انعقاد قرارداد با بخش امنیت جاده‌های اروپایی، خودش را وقف تشویق تمامی اعضایش کرد تا به عضویت در این بخش ترغیب شوند، مشارکت آن‌ها را در امنیت جاده‌ها بیشتر کند و کارگاهی، برای باشگاه‌های متشکل از ایالت‌های عضو جدید، سازمان دهد.
- اصول راهنمایی فیا برای اطمینان از ایمنی و یک جابجایی سالم و قابل دسترسی برای همه مردم می‌باشد. جابجایی یکی از مهم‌ترین پیش شرط‌ها در زندگی اجتماعی می‌باشد چون انسان‌ها را قادر می‌سازد تا در جامعه مستقل و فعال باقی بمانند. فیا برای رانندگان دارای معلولیت جسمی برنامه آماده و جامعی را فراهم می‌کند و به‌طور کامل از فعالیت‌های اتحادیه معلولان اروپا حمایت می‌کند: از نظر ما افراد با ناتوانایی‌های جسمی نباید جابجایی روزانه‌شان با سختی و مشکل روبرو باشد.